# Мировая лига по хоккею на траве среди мужчин 2016/17
Мировая лига по хоккею на траве среди мужчин 2016/17 — 3-й розыгрыш турнира среди мужских сборных команд. В турнире, проводящимся под эгидой FIH, участвуют 65 сборных команд. Турнир начался 9 апреля 2016 года в Сингапуре. Всего в рамках всех отборочных раундов соревнования пройдут в 13 городах. Финальный раунд турнира пройдёт со 2 по 10 декабря 2017 года в Индии. Турнир также является основным отборочным соревнованием для чемпионата мира 2018 года. По итогам полуфинального раунда 10 или 11 сборных квалифицируются на мировое первенство.

## Формат квалификации
Каждая национальная федерация, член FIH, получила возможность отправить свою сборную участвовать в турнире. Всего, начиная с первого отборочного раунда в соревнованиях примет участие 65 сборных.
Сборные, занимающие в рейтинге FIH места с 1-го по 11-е, получили автоматическую путёвку в полуфинал. Следующие восемь сборных, занимающие в рейтинге FIH места с 12-го по 20-е, получили автоматическую путёвку во второй раунд турнира:
| - Австралия (1) - Нидерланды (2) - Германия (3) - Англия (4) - Бельгия (5) - Аргентина (6) - Индия (7) - Новая Зеландия (8) - Республика Корея (9) - Пакистан (10) - Испания (11) | - Ирландия (12) - Малайзия (13) - Канада (14) - ЮАР (15) - Япония (16) - Польша (17) - Франция (18) - Россия (19) - Египет (20) |

## Результаты

### Первый раунд
| Дата                         | Место проведения | Квота | Сборные, квалифицировавшиеся в следующий раунд |
| ---------------------------- | ---------------- | ----- | ---------------------------------------------- |
| 9 — 17 апреля 2016           | Сингапур         | 2     | Китай Шри-Ланка                                |
| 28 июня — 2 июля 2016        | Сува             | 1     | Фиджи                                          |
| 30 августа — 4 сентября 2016 | Прага            | 2     | Украина Италия                                 |
| 6 — 11 сентября 2016         | Глазго           | 2     | Уэльс Шотландия                                |
| 9 — 11 сентября 2016         | Анталья          | 1     | Австрия                                        |
| 9 — 11 сентября 2016         | Аккра            | 1     | Гана                                           |
| 27 сентября — 2 октября 2016 | Саламанка        | 2     | США Барбадос                                   |
| 1 — 9 октября 2016           | Чиклайо          | 1     | Чили                                           |
| Всего                        | Всего            | Всего | 12                                             |

### Второй раунд
| Дата                     | Место проведения | Квота | Сборные, квалифицировавшиеся в следующий раунд |
| ------------------------ | ---------------- | ----- | ---------------------------------------------- |
| 4 — 12 марта 2017        | Дакка            | 3     | Малайзия Китай Египет                          |
| 11 — 19 марта 2017       | Белфаст          | 3     | Ирландия Франция Шотландия                     |
| 25 марта — 2 апреля 2017 | Такарихуа        | 2     | Япония Канада                                  |
| Всего                    | Всего            | Всего | 8                                              |

### Полуфинал
| Дата              | Место проведения | Квота | Сборные, квалифицировавшиеся в следующий раунд |
| ----------------- | ---------------- | ----- | ---------------------------------------------- |
| 15 — 27 июня 2017 | Лондон           | 3     | Нидерланды Аргентина Англия                    |
| 8 — 23 июля 2017  | Йоханнесбург     | 4     | Бельгия Германия Австралия Испания             |
| Всего             | Всего            | Всего | 7                                              |

### Финал
| Дата                | Место проведения | Победитель |
| ------------------- | ---------------- | ---------- |
| 1 — 10 декабря 2017 | Бхубанешвар      | Австралия  |